# Катаб
Катаб (тиап, атьяп) — народ в Нигерии, проживающий на юго-востоке штата Кадуна и прилегающих районах штата Плато. Численность — более 300 тыс. человек. Говорят на языке тьяп (катаб) центральнонигерийской ветви бенуэ-конголезской семьи нигеро-конголезской макросемьи.
Основные традиционные занятия — тропическое ручное земледелие, в значительно меньшей степени — скотоводство (в основном крупный рогатый скот, считающийся собственностью женщин), охота, собирательство и бортничество, рыболовство.
Традиционная социально-политическая организация — независимые общины во главе с советами старейшин, тайный мужской союз (Обваи).
Традиционное жилище — глинобитное, овальной формы.
Для традиционных верований характерны культы предков и одушевлённых сил природы, а также высшего божества Гваза, ассоциирующегося с небом и луной. Важную роль принадлежала «вызывателям дождя». Характерны элементы тотемизма (например, почитание леопарда). В прошлом встречались ритуальный каннибализм и охота за человеческими головами. Для мифологии наиболее характерны космогонические сказания.